# Parco nazionale Sierra del Divisor
Il parco nazionale Sierra del Divisor (Parque Nacional Sierra del Divisor), istituito nel 2015, si trova nelle regioni di Loreto e Ucayali, nel nord-est del Perù, al confine con il Brasile. Ha una superficie di 13.545 km² e confina a ovest con la Zona Reservada Sierra del Divisor, mentre a est si estende fino al parco nazionale brasiliano Serra do Divisor (Parque Nacional da Serra do Divisor).
Il clima è caldo-umido, con una temperatura media annua di 25 °C e precipitazioni tra 1600 e 2000 mm, distribuite in un periodo di 9-10 mesi; la stagione delle piogge va da ottobre a maggio.
La biodiversità è notevole: si contano 16 specie di primati, il numero più alto in Perù. Tra queste figurano lo uakari rubicondo, la lagotrice di Humboldt, l'aluatta rossa, il cebo col ciuffo, la cappuccina dalla fronte bianca, il tamarino a dorso bruno, l'atele peruviano e lo uistitì pigmeo. Altri mammiferi presenti sono il giaguaro, lo speoto, la volpe dalle orecchie corte, il tapiro sudamericano, il pecari labiato, il pecari dal collare, il formichiere gigante, la lontra sudamericana e l'armadillo gigante. Fra i rettili e gli anfibi spiccano il caimano dagli occhiali, la tartaruga di fiume amazzonica dalle macchie gialle, la testuggine piedi gialli, diverse specie di rane freccia e il geco Thecadactylus rapicauda, il più grande geco dell'Amazzonia. L'avifauna include pappagalli (ara e amazzoni), galliformi come gli hocco, aironi e il raro Thamnophilus divisorius. Tra le piante più comuni si annoverano Ficus insipida, Calycophyllum spruceanum, Triplaris, alberi corallo (genere Erythrina), Inga, Euterpe precatoria, Trema micrantha, Cedrelinga e Nealchornea.